# Надеб
Надеб (или кабури, порт. Anodöub, Kabari, Kabori, Kaburi, Makú Nadëb, Makunadöbö, Nadeb Macu, Nadëb, Nadöbö, Xiriwai, Xuriwai) — надахупский язык (по другим данным принадлежит к пуинавской языковой семье) в бразильской Амазонии, вдоль рек Унейуши, Джапура и Негро. Количество носителей — менее 1 тысячи человек.
Язык надеб можно разделить на три диалекта: диалект Буа-буа Парана на озере Хутаи, диалект Росадо (река Унейуши с её наибольшей концентрацией в сообществе Рокадо) и диалект Рио-Негро. Диалект Рио-Негро также известен благодаря Куяви. На языке надеб ведётся обучение в начальных классах школ местного населения, прежде чем они переходят на изучение португальского языка.